# PlayStation Vita
O PlayStation Vita (プレイステーション・ヴィータ, Pureisutēshon Vīta, abreviado oficialmente como PS Vita) foi um console portátil fabricado e comercializado pela Sony Interactive Entertainment. É o sucessor do PlayStation Portable como parte da marca PlayStation de sistema para jogos. Foi lançado no Japão e em partes da Ásia em 17 de dezembro de 2011 na Europa, América do Norte, América do Sul e Singapura em 22 de fevereiro de 2012; na Austrália em 23 de fevereiro de 2012 e no Brasil em 2 de março de 2012.
Uma edição limitada foi lançada na América Latina em 22 de fevereiro de 2012, e que incluía o jogo ModNation Racers: Road Trip (localizado em Português do Brasil), um cartão de memória de 4 GB e um estojo para armazenamento. O console portátil inclui duas alavancas analógicas, uma tela OLED sensível ao toque multitoque capacitiva de 5 polegadas e suporta Bluetooth, Wi-Fi e 3G opcional. Internamente, o dispositivo apresenta um processador ARM Cortex-A9 MPCore de quatro núcleos e uma unidade de processamento de interface usuário primária, a qual sucede o XrossMediaBar.

## História
Rumores de um verdadeiro sucessor do PlayStation Portable apareceram em 7 de julho de 2009, quando o site Eurogamer relatou que a Sony estava trabalhando em tal dispositivo, que utilizaria o processador PowerVR SGX543MP e teria desempenho similar ao Xbox original.
Além disso, em 7 de julho de 2010, um relatório do The Wall Street Journal revelou que um novo dispositivo portátil estava sendo desenvolvimento pela Sony e que ele "compartilhava características de máquinas de jogos, leitores de livros eletrônicos e computadores netbook". Antes de seu anúncio pela Sony Interactive Entertainment, vários sites como o Kotaku, VG24/7, MCV e IGN, bem como os vice-presidentes seniores da principais editoras de jogos Electronic Arts e Nikkei haviam confirmado que o portátil existia. Shuhei Yoshida, presidente da Sony Computer Entertainment Worldwide Studios, admitiu em uma entrevista que eles estavam de fato desenvolvendo um novo hardware na família de dispositivos de jogos PlayStation. Os kits de desenvolvimento para o portátil haviam, alegadamente, sido enviados para os desenvolvedores de jogos, incluindo os desenvolvedores first-party e third-party.
Em 17 de novembro de 2010, o site VG24/7 liberou imagens de uma versão protótipo do sucessor do PlayStation Portable, mostrando um design estilo PSP Go, juntamente com duas alavancas analógicas, duas câmeras e um microfone. A fonte das fotos disse que elas eram de uma versão antiga do protótipo que teve problemas de superaquecimento e que o projeto havia sido alterado posteriormente para um design mais semelhantes ao do dispositivo PlayStation Portable original. Os sites Kotaku e IGN corroboraram com a história, alegando também que as fotos eram legítimas.
O dispositivo foi supostamente revelada internamente durante uma reunião privada em meados de setembro, realizada na sede da Sony Computer Entertainment em Aoyama, Tóquio. Shuhei Yoshida, presidente da Sony Interactive Entertainment Worldwide Studios, revelou em entrevista à revista britânica de videogames Develop que quando Ken Kutaragi deixou a Sony Interactive Entertainment, o novo CEO, Kazuo Hirai, disse-lhe para encarregar a SIE Worldwide Studios ao desenvolvimento do próximo PlayStation. Yoshida também disse que os desenvolvedores estavam presentes nas reuniões desde o início, quando a SIE estava desenvolvendo um novo hardware, e que a SIE tinha que ficar falando com a desenvolvedora Worldwide Studios durante o desenvolvimento do novo hardware. Outra confirmação veio em 16 de setembro de 2010 durante uma entrevista na PAX 2010, o produtor executivo de Mortal Kombat, Shaun Himmerick, revelou um sucessor para o PSP, referindo-se a ele como o "PSP2" e afirmando que "...temos um PSP2 na casa e nós estamos olhando para o motor, como o que ele pode suportar. Sempre uma coisa primordial para nós é o desempenho. Estamos rodando a 60 fps, o que podemos fazer e se teremos que construir todos os elementos de arte novamente. Nós definitivamente estamos olhando para eles. O PSP2 parece ser uma máquina muito poderosa". Quando perguntado sobre o sucessor do PlayStation Portable durante a Tokyo Game Show 2010, Shuhei Yoshida disse que não poderia responder à pergunta, entretanto ele observou que "Pessoalmente, eu não consigo ver a Sony não fazendo outro dispositivo de jogos portátil". Em 2 de novembro de 2010, o vice-presidente sênior da Electronic Arts, Patrick Soderlund, confirmaram que ele havia visto o sucessor do PlayStation Portable quando perguntado sobre ele em uma entrevista, porém ele não poderia divulgar mais detalhes. Em 22 de dezembro de 2010, o CEO da Sony Interactive Entertainment, Kazuo Hirai, respondeu a perguntas sobre um potencial sucessor para o PlayStation Portable em entrevista ao The New York Times, dizendo que ele iria impressionar os jogadores no mercado de portáteis ao utilizar uma combinação de telas sensíveis ao toque e botões, ao invés de jogos apenas em telas sensíveis ao toque em plataformas concorrentes, como o iPhone e iPod Touch.
O dispositivo, então conhecido pelo seu codinome Next Generation Portable (abreviado como NGP), foi anunciado em 27 de janeiro de 2011 durante a "PlayStation Meeting" no Japão pelo presidente da Sony Interactive Entertainment, Kazuo Hirai. A última vez que o nome "PlayStation Meeting" havia sido utilizado fora em 2005, onde a Sony descrevera os planos de lançamento do PlayStation 3. Além disso, o site MCV afirmou que a Sony disse ao editores que o dispositivo seria "tão poderoso quanto o PlayStation 3". A Sony negou isso posteriormente, com o gerente de pesquisa de plataforma da SCEA declarando que: "Bem, não vai funcionar a 2 GHz porque a bateria duraria cinco minutos e, provavelmente, atearia fogo em suas calças". A Sony também revelou que o dispositivo estaria usando uma mistura de distribuição por varejo e digital de jogos e que a Sony revelaria gradualmente mais detalhes durante a Game Developers Conference 2011 e E3 2011.

### Pós-anúncio
Em 6 de junho de 2011 durante a E3 2011, a Sony anunciou o nome do dispositivo seria PlayStation Vita, juntamente com informações de lançamento e preço. O nome foi escolhido porque "Vita" significa "Vida" em latim. O portátil em si permite uma combinação de jogos de realidade aumentada e conectividade social, juntamente com os serviços "Near" e "Party".
Durante a Game Developers Conference 2011, a Sony revelou alguns detalhes sobre os cartões Vita durante seu painel do Next Generation Portable. Outra opção de armazenamento, "Memória Removível", também foi revelada a estar disponível para o PlayStation Vita. A Sony também disse que está implementando uma "única submissão para ambos os formatos" para agilizar o processo de obtenção de jogos aprovados para os lançamentos baseados em cartões e transferíveis. Além disso, foi anunciado que apenas 3 dos 4 núcleos simétricos da CPU estará disponível para aplicações, juntamente com recurso de duas câmeras, detecção de rosto e cabeça e capacidades de rastreamento de cabeça. Após a Tokyo Game Show, o presidente da Sony World Wide Studios, Shuhei Yoshida, confirmou que o console teria região livre.

## Hardware

### Primeiro modelo

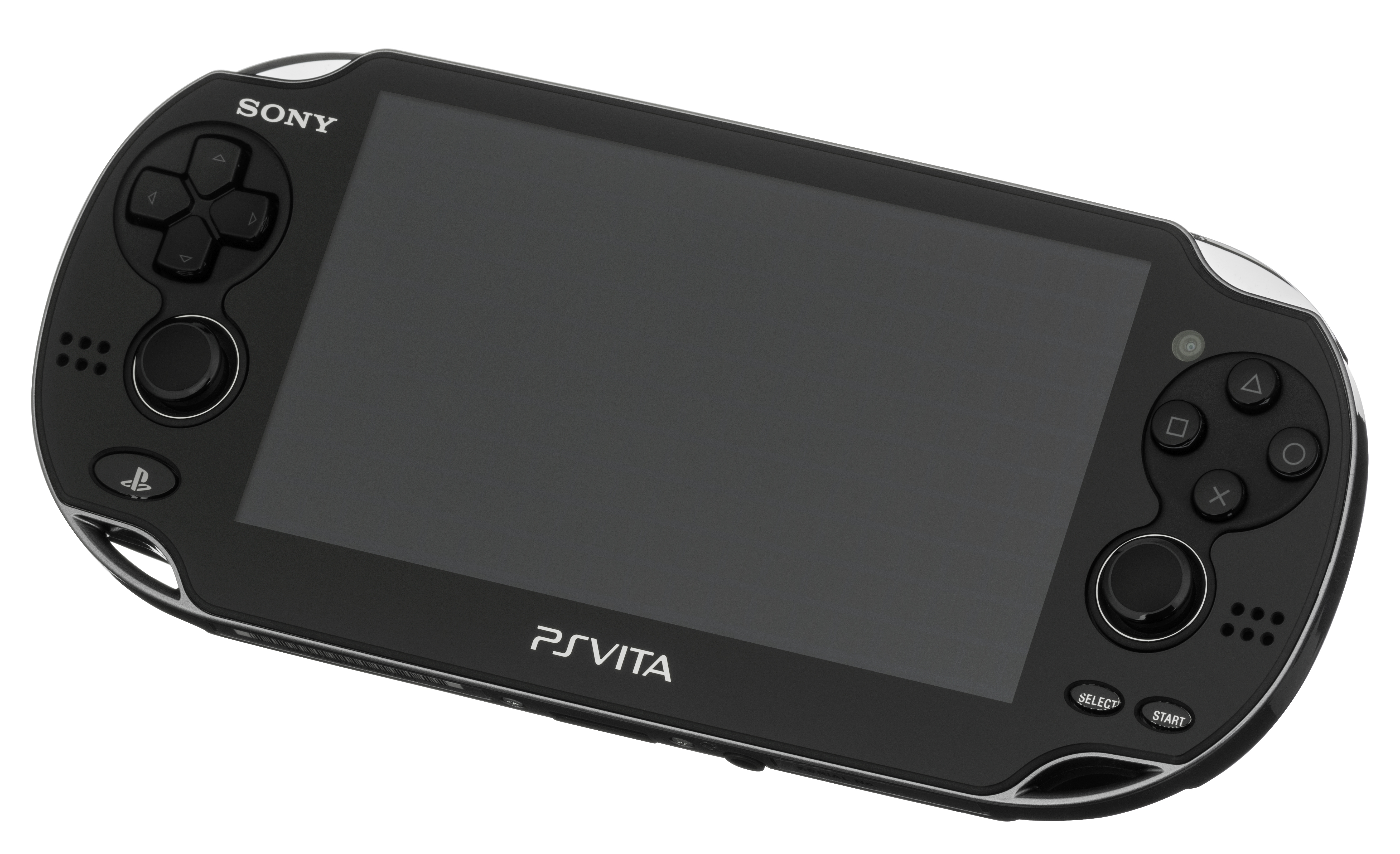
Primeiro modelo do PS Vita, o PCH-1000.

O dispositivo apresenta um formato "super oval", semelhante ao design do PlayStation Portable original, com um tela OLED capacitiva sensível ao toque de 5 polegadas em seu centro. Possui duas alavancas analógicas (ao contrário do PlayStation Portable, que possui apenas uma "alavanca" analógica), teclas direcionais digitais, um conjunto de botões padrão do PlayStation (, ,  e ), dois botões de ombro (L e R), um botão PlayStation e botões START e SELECT. Internamente, o dispositivo apresente um processador ARM Cortex-A9 MPCore de quatro núcleos (três dos quatro núcleos são utilizáveis para aplicações) e uma GPU SGX543MP4+ de quatro núcleos. O dispositivo também possui um touchpad traseiro, duas câmeras (uma frontal e uma traseira), alto-falantes estéreo, microfone, sistema de reconhecimento de movimento de seis eixos (giroscópio de três eixos e acelerômetro de três eixos), bússola eletrônica de três eixos, receptor GPS integrado (apenas na versão 3G), assim como Wi-Fi, 3G e conectividade Bluetooth 2.1+EDR. As duas câmeras possuem o recurso de detecção de rosto e detecção e rastreamento de cabeça. Ele também permite a customização e personalização. O PlayStation Vita possui 512 MB de memória RAM e 128 MB de VRAM. A quantidade de RAM permite que seja utilizada conversação cross-game no sistema.
O PlayStation Vita foi lançado em duas versões diferente: uma com suporte à 3G e uma, mais barata, sem o suporte à rede 3G. O serviço 3G tem parceria com a NTT DoCoMo no Japão, AT&T nos Estados Unidos e Vodafone na Europa e Austrália.
Ao contrário do PSP-2000 e PSP-3000, o PlayStation Vita não possui capacidade de saída de vídeo ou bateria removível. A Sony também confirmou durante a TGS 2011 que a bateria duraria de 3 a 5 horas de jogo (sem rede ou som e em níveis de brilho padrão), 5 horas de vídeo e até 9 horas de reprodução de música com a tela desligada. Uma opção de bateria externa foi anunciada numa entrevista do Presidente da SCEA Worldwide Studios Shuhei Yoshida. O PlayStation Vita está equipado com um slot para mídia de armazenamento, além do slot de cartão PS Vita, de modo que os usuários possam escolher sua capacidade de memória baseado em suas necessidades.

### Segundo modelo

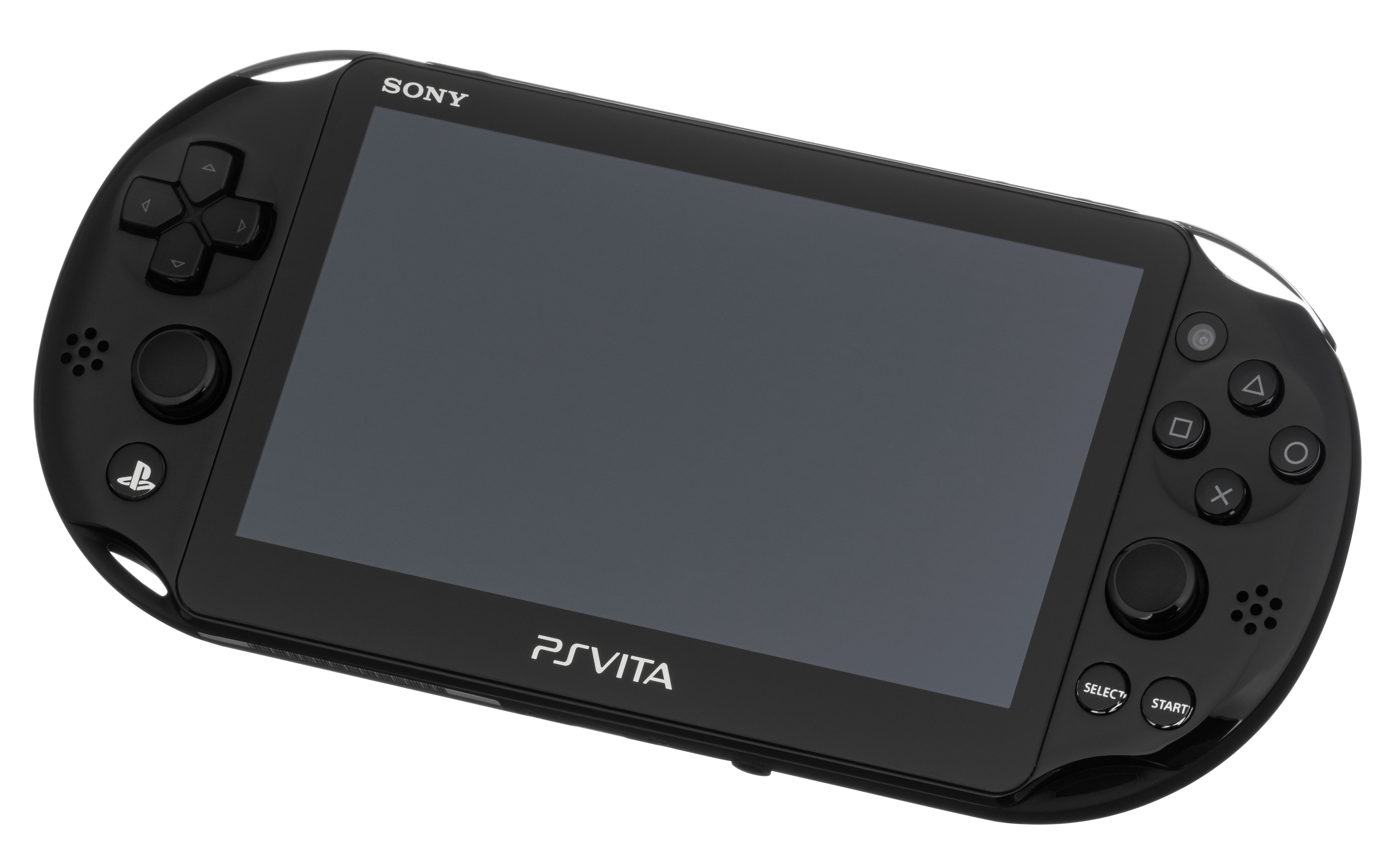
Segundo modelo do PS Vita, o PCH-2000.

O segundo modelo (o PCH-2000) foi lançado no Japão em 10 de outubro de 2013, na Europa em 7 de fevereiro de 2014 e na América do Norte em 6 de maio de 2014, costuma ser chamado de PS Vita Slim pelo fato de ser 20% mais fino e 15% mais leve que o modelo anterior, com uma hora a mais de duração de bateria, uma porta micro USB tipo B, com 1GB de memória interna.

### PlayStation TV

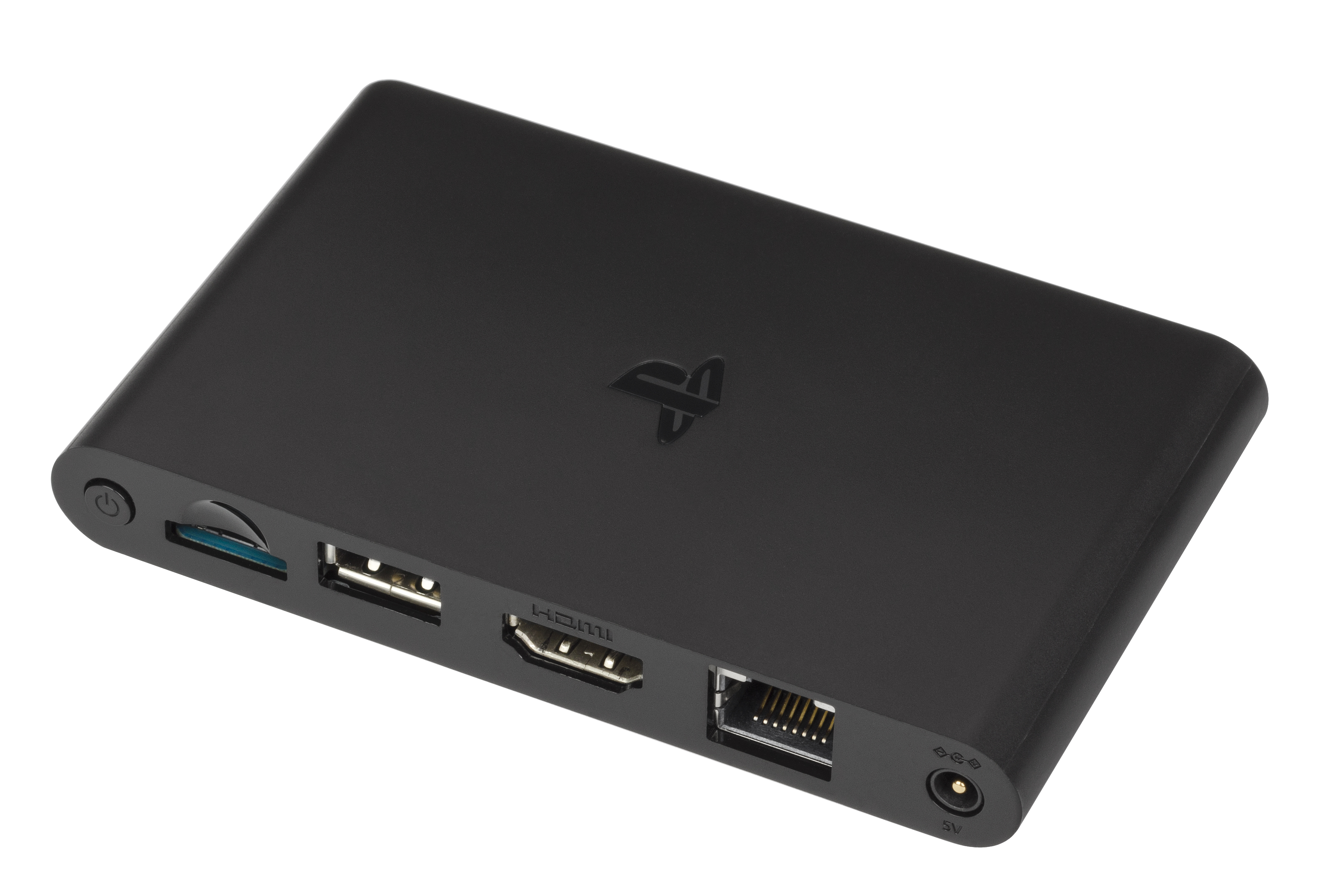
PlayStation TV (VTE-1000).

O PlayStation TV, também chamado na Ásia de PlayStation Vita TV (modelo VTE-1000) foi lançado em 14 de novembro de 2013 no Japão e em 14 de novembro de 2014 na América do Norte, é uma variante não portátil do console, ao invés de tela embutida, ele conecta à televisão via cabo HDMI, permitindo jogadores jogarem jogos em 1080i com o controle Dual Shock. Alguns jogos que usam o toque traseiro do Vita não são compatíveis com o PlayStation TV.

### Cartão PlayStation Vita

Os cartão de software PS Vita à esquerda e o cartão de memória à direita.

O software para o PlayStation Vita é distribuído em um cartão de memória flash proprietário chamado de "cartão PlayStation Vita", em vez dos softwares distribuídos em Universal Media Discs (UMDs) utilizados pelo PlayStation Portable original. O tamanho e formato do próprio cartão é muito semelhante a um cartão SD. Alguns aplicativos de mídia e jogos exigem um cartão de memória proprietário do PlayStation Vita inserido para serem utilizados 5 – 10% do espaço do cartão de jogo está reservado para dados de jogos salvos e correções.

### Cartão de memória PlayStation Vita
O PlayStation Vita é incompatível com cartões de memória padrão, como cartões SD, e, ao invés disso, armazena dados em cartões de memória proprietários PS Vita mais caros, os quais estão disponíveis em tamanhos de 4 GB até 64 GB.

### Remote Play
O Remote Play é um recurso que permite jogar os jogos do PlayStation 4 utilizando o Vita como controle, as imagens e os sons são repassadas para a tela do portátil via streaming local, em um recurso semelhante ao Off-TV Play do Wii U.
Todos os jogos do PlayStation 4, exceto aqueles que requerem um periférico específico (como o PlayStation Eye) podem ser jogados no Vita via Remote Play. O console também é compatível com o serviço PlayStation Now que é semelhante, só que esse necessita de acesso à internet, ao invés de conexão direta com o PS4.

## Software

### Software do sistema
Diferentemente do PSX, PSP e PlayStation 3, o PlayStation Vita não utiliza a interface XrossMediaBar. Em vez disso, utiliza uma interface de usuário baseada em telas sensíveis ao toque conhecida como LiveArea, a qual inclui vários recursos de redes sociais através da PlayStation Network. Em seu lançamento, o navegador da web do PlayStation Vita não será compatível com o plug-in proprietário Adobe Flash. Entretanto, HTML5, Cookies e Javascript estarão disponíveis. A Sony também colocou o Menu de Recuperação oficial do PlayStation Vita.

### Jogos
Aqui estão alguns títulos de lançamento para o Vita, mostrados na tabela abaixo:
| Título de lançamento                  | Desenvolvedor(a)                                                                                              | Publicador(es)                             |
| ------------------------------------- | --- | ------------------------------------------ |
| Uncharted: Golden Abyss               | SCE Bend Studio                                                                                               | Sony Computer Entertainment                |
| Need for Speed: Most Wanted (2012)    | Criterion Games                                                                                               | Eletronic Arts                             |
| PlayStation All-Stars Battle Royale   | Bluepoint Games                                                                                               | Sony Computer Entertainment                |
| Assassin's Creed III: Liberation      | Ubisoft | Ubisoft Sofia                              |
| FIFA 15                               | EA Canada | Electronic Arts                            |
| Metal Gear Solid HD Collection        | Kojima Productions                                                                                            | Konami                                     |
| Call of Duty: Black Ops: Declassified | Nihilistic Software                                                                                           | Activision                                 |
| Minecraft                             | Mojang Studios                                                                                                | Mojang Studios Sony Computer Entertainment |
| Silent Hill: Book of Memories         | WayForward Technologies                                                                                       | Konami                                     |
| Persona 5: Dancing Star Night         | Atlus | Atlus                                      |
| Plants vs. Zombies                    | PopCap Games                                                                                                  | Electronic Arts                            |
| Rayman Origins                        | Ubisoft Montpellier                                                                                           | Ubisoft                                    |
| Killzone: Liberation                  | Guerrilla Games                                                                                               | Sony Computer Entertainment                |
| PlayStation Vita Pets                 | Spiral House                                                                                                  | Sony Computer Entertainment                |
| Wipeout 2048                          | Studio Liverpool                                                                                              | Sony Computer Entertainment                |
| Killzone Mercenary                    | Cambridge | Sony Computer Entertainment                |
| Soul Sacrifice                        | SCE Japan Studio                                                                                              | Sony Computer Entertainment                |
| Virtua Tennis 4                       | SEGA-AM3 | Sega                                       |
| Undertale                             | 8-4 | 8-4                                        |
| Escape Plan                           | Fun Bits Interactive                                                                                          | Sony Computer Entertainment                |
| Street Fighter x Tekken               | Capcom, Namco                                                                                                 | Capcom                                     |
| Ultimate Marvel vs. Capcom 3          | Capcom, Eighting                                                                                              | Capcom                                     |
| Sly Cooper: Thieves in Time           | Sanzaru Games                                                                                                 | Sony Computer Entertainment                |
| ModNation Racers: Road Trip           | SCE San Diego Studio                                                                                          | Sony Computer Entertainment                |
| Professional Baseball Spirits         | Pawapuro Productions                                                                                          | Konami                                     |
| F1 2011                               | Sumo Digital                                                                                                  |                                            |
| Little Deviants                       | Bigbig Studios                                                                                                | Sony Computer Entertainment                |
| WWE '13                               | Yuke's | THQ                                        |
| Michael Jackson: The Experience       | Ubisoft Montreal (PS3, Xbox 360) Ubisoft Paris (Wii) Ubisoft São Paulo (DS/PSP) Ubisoft Quebec (PC, Mac OS X) | Ubisoft, Triumph International             |
| Dungeon Hunter: Alliance              | Gameloft | Ubisoft                                    |
| Final Fantasy X & X-2                 | Square Enix                                                                                                   |                                            |
| Hatsune Miku: Project DIVA f          | Crypton Future Media SEGA                                                                                     | SEGA                                       |
| Hatsune Miku: Project DIVA f2nd       | Crypton Future Media SEGA                                                                                     | SEGA                                       |
| Hatsune Miku: Project DIVA X          | Crypton Future Media SEGA                                                                                     | SEGA                                       |